# 8:2-Fluortelomermethacrylat
8:2-Fluortelomermethacrylat ist eine chemische Verbindung aus der Gruppe der Acrylate und per- und polyfluorierten Alkylverbindungen (PFAS).

## Eigenschaften
8:2-Fluortelomermethacrylat ist eine farblose Flüssigkeit, die wenig löslich in Methanol ist. Das technische Produkt kommt mit 4-Methoxyphenol als Inhibitor in den Handel. Laut Studien zeigt die Verbindung signifikante Auswirkungen auf die Triglyceridakkumulation beim Menschen.

## Verwendung
8:2-Fluortelomermethacrylat wird als Zwischenprodukt für Polymere verwendet.
Die Verbindung wird zum Beispiel zur Herstellung von fluorierten Latex durch Polymerisation von Emulsionen verwendet und war zusammen mit 10:2-Fluortelomermethacrylat einer der untersuchten Schadstoffe aus den Großen Seen.

## Regulierung
Da 8:2-FTMAC eine Perfluorheptylgruppe enthält und damit die Definition eines PFOA-Vorläufers laut Stockholmer Übereinkommen sowie EU-POP-Verordnung erfüllt, unterliegt der Stoff einem weitreichenden Verbot.